# Augusto Farfus

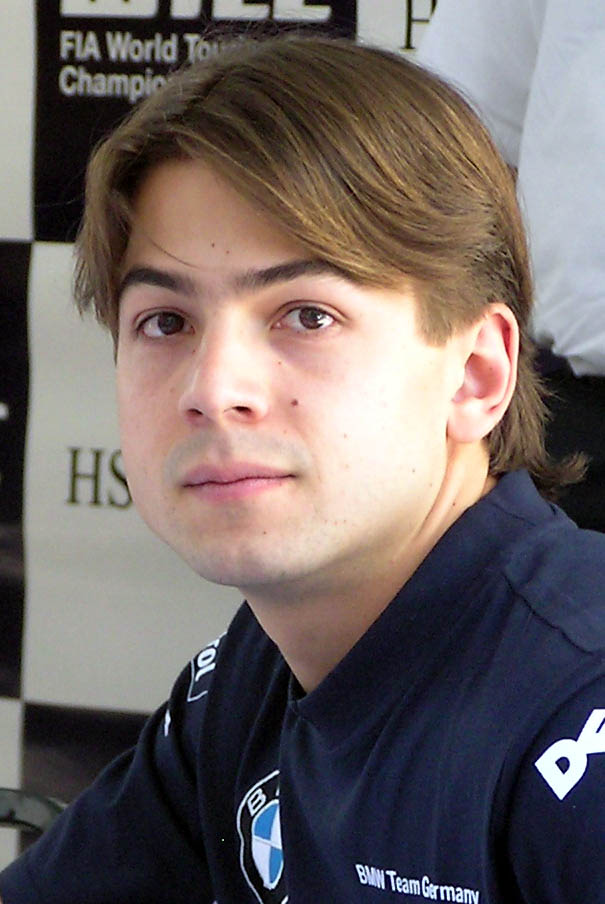
Augusto Farfus in 2007

Augusto Farfus jr. (Curitiba, 3 september 1983) is een Braziliaans autocoureur. Hij is woonachtig in Monaco.
In 1992 won hij op 9-jarige leeftijd het kartkampioenschap van de staat Paraná. Van 1993 tot en met 1998 reed hij in het kartkampioenschap van São Paulo.
Farfus rijdt sinds 2004 in de WTCC. In 2006 vocht Farfus met Andy Priaulx en Jörg Müller tot aan de laatste wedstrijd in Macau voor de titel, maar werd uiteindelijk derde in het klassement.
In 2012 eindigde Farfus als derde in de DTM van 2012, waarmee hij de Rookietitel behaalde.